# ریورساید ساوت (اوتاوا)
ریورساید ساوت، اوتاوا (انگلیسی: Riverside South, Ottawa) یک جامعه حومه شهر در گلوستر-ساوت نپئن وارد در انتهای جنوبی شهر اتاوا، انتاریو، کانادا، درست در جنوب غربی فرودگاه بین‌المللی مک‌دونالد-کارتیر اتاوا است.